# BKCP-Powerplus/Saison 2012
Dieser Artikel listet Erfolge und Fahrer des Radsportteams BKCP-Powerplus in der Saison 2012 auf.

## Erfolge in der UCI Europe Tour
In der Saison 2012 gelangen dem Team nachstehende Erfolge in der UCI Europe Tour.
| Datum      | Rennen                           | Kat. | Sieger        |
| ---------- | -------------------------------- | ---- | ------------- |
| 12. August | 4. Etappe La Mi-Août en Bretagne | 2.2  | Marcel Meisen |

## Erfolge in der Cyclocross Tour
In den Rennen der Cyclocross-Saison 2011/12 gelangen dem Team nachstehende Erfolge.
| Datum        | Rennen                                                      | Fahrer         |
| ------------ | ----------------------------------------------------------- | -------------- |
| 2. Oktober   | Vlaamse Industrieprijs Bosduin, Kalmthout                   | Niels Albert   |
| 9. Oktober   | Superprestige Ruddervoorde, Ruddervoorde                    | Niels Albert   |
| 9. Oktober   | Superprestige Ruddervoorde, Ruddervoorde (U23)              | Wietse Bosmans |
| 30. Oktober  | Superprestige Zonhoven, Zonhoven                            | Niels Albert   |
| 30. Oktober  | Superprestige Zonhoven, Zonhoven (U23)                      | Wietse Bosmans |
| 5. November  | Grand Prix de la Région Wallonne, Dottignies                | Niels Albert   |
| 23. Dezember | Superprestige Diegem, Diegem                                | Niels Albert   |
| 26. Dezember | Cyclocross Zolder, Heusden-Zolder (U23)                     | Wietse Bosmans |
| 28. Dezember | GvA Trofee – Azencross, Wuustwezel                          | Niels Albert   |
| 28. Dezember | GvA Trofee – Azencross, Wuustwezel (U23)                    | Wietse Bosmans |
| 8. Januar    | Belgische Meisterschaft (U23)                               | Wietse Bosmans |
| 19. Februar  | GvA Trofee – Internationale Sluitingsprijs, Oostmalle       | Niels Albert   |
| 19. Februar  | GvA Trofee – Internationale Sluitingsprijs, Oostmalle (U23) | Wietse Bosmans |

## Zugänge – Abgänge
| Zugänge                | Team 2011             | Abgänge | Team 2012 |
| ---------------------- | --------------------- | ------- | --------- |
| Lubomír Petruš         | BKCP-Powerplus (2010) |         |           |
| Michael Vanthourenhout | Neoprofi              |         |           |

## Mannschaft
| Name                   | Geburtstag        | Nationalität |
| ---------------------- | ----------------- | ------------ |
| Jens Adams             | 5. Juni 1992      | Belgien      |
| Niels Albert           | 5. Februar 1986   | Belgien      |
| Wietse Bosmans         | 30. Dezember 1991 | Belgien      |
| Marcel Meisen          | 8. Januar 1989    | Deutschland  |
| Lubomír Petruš         | 17. Juli 1990     | Tschechien   |
| David van der Poel     | 15. Juni 1992     | Niederlande  |
| Radomír Šimůnek        | 6. September 1983 | Tschechien   |
| Dieter Vanthourenhout  | 20. Juni 1985     | Belgien      |
| Michael Vanthourenhout | 10. Dezember 1993 | Belgien      |
| Gianni Vermeersch      | 19. November 1992 | Belgien      |
| Philipp Walsleben      | 19. November 1987 | Deutschland  |